# Musik & Gegenwart
Musik & Gegenwart ist eine Leipziger Veranstaltungsreihe zur Neuen Musik, die 2007 an der Hochschule für Musik und Theater "Felix Mendelssohn Bartholdy" in Leipzig von der Fachrichtung Komposition initiiert wurde und dort seitdem von Lehrkräften und Studierenden der Hochschule mit regelmäßigen Konzerten und einem jährlichen interdisziplinären Symposium gepflegt wird. Die Leitung der Reihe obliegt Claus-Steffen Mahnkopf. Das gleichnamige „interdisziplinäre Symposium“ findet statt in Kooperation mit der Gesellschaft für Musik und Ästhetik.

## Konzertreihe
Die gleichnamige Konzertreihe startete zum Wintersemester 2007/2008 mit dem Konzert anlässlich des ersten Symposiums. Je Studienjahr finden etwa sieben Konzertveranstaltungen statt. Dabei erklangen bereits u. a. die kompletten Klavierwerke von Iannis Xenakis und Claus-Steffen Mahnkopf, u. a. spielten Paul Hübner, Ermis Theodorakis und Peter Veale. Die musikalische Leitung obliegt Reinhard Schmiedel.

## Symposium
Das zweitägig stattfindende Symposium begreift sich als
„offenes Diskussionsforum zu Fragen des künstlerischen, kulturellen, gesellschaftlichen und politischen Orts der Musik in der möglichst unmittelbaren Gegenwart. Was diese im Herbst 2009 bewegt, wird interdisziplinär umkreist, problematisiert und analysiert - aus den Bereichen der Philosophie, der Musikkritik, der Wissenschaft, der Komposition und der Literatur.“
Der interdisziplinäre Charakter spiegelt sich in den Fachbereichen der Referenten wider. So stehen Vorträge, die konkret die Komposition betreffen (und anteilig nur einen kleinen Teil des Symposiums ausmachen) wie z. B. jener Johannes Kreidlers, „Sounds im Konzertsaal“ von 2008, neben literarischen Lesungen oder wissenschaftlichen Darstellungen wie die Stefan Kölschs von 2009, Musik und Emotion – eine neurowissenschaftliche Perspektive.
Bisherige Symposien:
- 13.–14. April 2007
- 15.–16. November 2008
- 20.–21. November 2009

## Referenten der Symposien 2007–2012
Seit 2012 trägt das Symposium den Namen "Musikalischer Kultursalon".
- Mark Andre: „Einige Bemerkungen über die Suche nach Zwischenräumen“ (2008)
- Jan Assmann (2010)
- Roger Behrens: „Zur gesellschaftlichen Lage der populären Musik“ (2008)
- Eske Bockelmann (2007)
- Ralph Buchenhorst (2010)
- Sebastian Claren (2007)
- Sidney Corbett: „Über das Häuten“ (2012)
- Johanna Dombois: „Von Wagners Ring zu Becketts Quadrat. Musiktheaterregie als kritische Praxis“ (2012)
- Hansjörg Ewert: „Heutige Musik. Das «into»-Projekt des Ensemble Modern“ (2009)
- Oliver Fahle: „Der Film der Zweiten Moderne“ (2008)
- Mara Genschel: „T.EXT (Lesung aus eigener Lyrik)“ (2008)
- Paule Hammer: „Meine Arbeit und die Musik in ihr“ (2012)
- Andre Hensgen: „Wie verschaffe ich mir Genugtuung für erlittenes Unrecht? oder: Von den großen Fragen in den Büchern für die Kleinsten“ (2012)
- Ulrich Holbein (2007)
- Klaus Huber (2009)
- Andrea Kern: „Kunst als Spiel?“ (2012)
- Annette Kisling (2010)
- Sebastian Klotz
- Stefan Kölsch: „Musik und Emotion – eine neurowissenschaftliche Perspektive“ (2009)
- Peter Konwitschny: „Lebendiges oder totes Theater“ (2009)
- Johannes Kreidler: „Soundfiles im Konzertsaal“ (2008)
- Harry Lehmann (2007)
- Claus-Steffen Mahnkopf: „Josef Ackermann oder ein kleiner Versuch über das falsche Bewußtsein“ (2008)
- Katrin von Maltzahn: „Sprache als Werkzeug (Präsentation eigener künstlerischer Arbeit)“ (2009)
- Pierangelo Maset: „Lesung aus seinem Roman «Laura oder die Tücken der Kunst»“ (2008)
- Dieter Mersch (2010)
- Kerstin Preiwuß: „Wiederholung und Verwandlung (poetologische Überlegungen zur eigenen Lyrik, verbunden mit Gedanken von Peirce und Mallarmé, Lesung eigene Beispielgedichte)“ (2009)
- David Schnell (2010)
- Julia Spinola: „Das Ende der Musikkritik in den Printmedien“ (2012)
- Steven Kazuo Takasugi (2010)
- Christoph Türcke (2007)
- Sandra Trojan (2010)
- Alba D'Urbano: „to see or not to see (Präsentation eigener künstlerischer Arbeiten)“ (2008)
- Christine Villinger (2010)
- Ferdinand Zehentreiter: „Ästhetische Theorie der Praxis. Zu einem verschütteten Paradigma der Frankfurter Schule“ (2009)